# Andre Gunder Frank
Andre Gunder Frank (Berlin, 24. veljače, 1929. – Luksemburg, 23. travnja, 2005.) bio je njemački sociolog i ekonomist, te predstavnik i jedan od utemeljitelja teorije zavisnosti i teorije svjetskih sustava; misaonih koncepata, popularnih 1960-ih i 1970-ih, koji izričito kritiziraju modernistički pogled na svijet.
Rodnu Njemačku napušta nakon dolaska Hitlera na vlast, a obrazovanje stječe u Švicarskoj i SAD-u, gdje je na Čikaškom Sveučilištu doktorirao ekonomiju s disertacijom Razvoj i produktivnost Ukrajinske poljoprivrede od 1928. do 1955. Predavao je na Sveučilištu u Čileu, održao bezbroj seminara diljem svijeta, provodio mnoga istraživanja u Sjevernoj i Latinskoj Americi, te Europi, a umirovljen je kao profesor emeritus na amsterdamskom Sveučilištu.
U suštini teorije zavisnosti je teza da razvijene, tzv. zemlje metropole, onemogućuju pravi razvoj zemalja periferije (Trećega svijeta). Nerazvijena područja Latinske Amerike gledana su kao interne kolonije, podrazvijene od strane bogatih zemalja. U skladu s ovim Frankova teorija zavisnosti poriče da je podrazvijenost rezultat zamrznutog tradicionalizma u predindustrijskim društvima; podrazvijenost je stvorena od strane zemalja Prvog svijeta koje izrabljuju zemlje Trećeg svijeta, čineči ih ovisnima o sebi, gušeći svaki otpor ekonomskim sankcijama.
Također je doprinio i razvoju teorije svjetskih sustava. Prema njegovom shvaćanju, a za razliku od Wallersteina formiranje svjetskih sustava počelo je puno prije 16. stoljeća; u 4. tisućljeću pr. Kr.

## Vanjske poveznice
- Andre Gunder Frank's website
- A Note on the Death of André Gunder Frank (1929-2005) by Samir Amin, Monthly Review, April 2005.
- André Gunder Frank (1929-2005)  Arhivirana inačica izvorne stranice od 29. rujna 2007. (Wayback Machine) by Theotonio dos Santos, Monthly Review, May 2005.
- The Contradictions of a Contrarian: Andre Gunder Frankby Jeff Sommers